# 60天，指定倖存者
《60天，指定倖存者》（：／），為韓國tvN於2019年7月1日起播出的月火連續劇，改編自美國電視劇《指定倖存者》，由《金秘書為何那樣》導演劉從善與《成均館緋聞》編劇金泰姬合作打造。此劇講述大韓民國總統國政演說當天國會議事堂發生恐怖攻擊，總統及眾多內閣閣員不幸喪命，繼承順位排行第12位的環境部部長朴武振代行總統職權60天，在各種陰謀中保護家人和國家的故事。
Netflix於同年7月1日起每週一、二全球上線。

## 演員陣容

### 主要人物
| 演員   | 角色   | 介紹 |
| 池珍熙 | 朴武振 | 韓國科學技術院化學系教授出身的環境部長。國會議事堂爆炸案後成為內閣唯一倖存者，依繼承順位而成為代理總統。對應原作新任美國總統湯瑪斯·寇克曼。                                                                            |
| 李浚赫 | 吳榮碩 | 退役海軍少校 。曾任無黨派國會議員，為國會議事堂爆炸案現場唯一生還者，後任國防部長。在部長任命會議中，代理總統朴武振遇刺未遂，依繼承順位而短暫成為代理總統，後欲參與軍事政變，遭擊斃。對應原作新任副總統彼得·米高利什。 |
| 許峻豪 | 韓周勝 | 曾任總統秘書室長及政務首席秘書。 |
| 姜漢娜 | 韓娜京 | 國家情報院反恐組分析官，防諜探員金俊伍的未婚妻。對應原作聯邦調查局探員漢娜·威爾斯。 |
| 裴宗玉 | 尹燦景 | 國會議員政策輔佐官出身，現任保守在野黨代表。朴武振的政治對手，是一個懂得合理利用談判和威脅，具有卓越政治手腕的人。對應原作新任眾議院議長金布爾·霍斯拉滕。                                                              |

### 朴武振身邊人物
| 演員   | 角色   | 介紹                                                             |
| 金奎吏 | 崔江妍 | 朴武振的妻子，代理總統夫人，為人權律師出身。對應原作寇克曼之妻。 |
| 申伊安 | 朴施完 | 朴武振的繼子，中學二年級生。對應原作寇克曼長子。                 |
| 玉曳璘 | 朴施珍 | 朴武振的女兒，在恐襲中受傷。對應原作寇克曼女兒。                 |

### 青瓦臺
| 演員                | 角色   | 介紹 |
| 孫錫求              | 車英鎮 | 政治學博士出身的總統秘書室高級行政官，後任總統秘書室長，武振的幕僚，喜歡秀晶。對應原作新任白宮幕僚長亞倫·蕭。             |
| 崔允英              | 鄭秀晶 | 環境部部長政策秘書官。雖然申請的是財經部，卻被分配到環境部。代理期間擔任隨行。對應原作寇克曼部長時期的幕僚長艾蜜莉·羅德。 |
| 李茂生              | 金南旭 | 脫北者出身，青瓦台演說秘書官、新任發言人。對應原作白宮發言人賽斯·懷特。                                                   |
| 金甲洙 （特別出演） | 楊鎮萬 | 前任總統，帶著9%支持率死於國會議事堂爆炸案。對應原作爆炸案身故里士滿總統。                                                |
| 孔正煥              | 姜大韓 | 总统警护处隨行部長。對應原作特勤局探員麥克·瑞特。                                                                         |
| 李道燁              | 安世英 | 青瓦台民情首席祕書官。 |
| 白賢珠              | 閔熙京 | 青瓦台國政紀錄祕書官。 |
| 朴根祿              | 朴秀喬 | 青瓦台禮賓秘書室行政官。                                                                                                  |
| 朴忠善              | 高英睦 | 青瓦台國安室長。 |

### 國家情報院
| 演員   | 角色   | 介紹                                                      |
| 金柱憲 | 鄭漢模 | 反恐組組長。對應原作美國聯邦調查局副局長傑森·亞特伍。     |
| 全晟佑 | 徐知元 | 反恐組網絡探員。對應原作漢娜同事查克·羅辛克。             |
| 金真根 | 池允裴 | 國家情報院次長，因參與軍事政變而遭逮捕。                  |
| 李河汩 | 金俊伍 | 防諜2課探員，韓娜京的未婚夫，恐攻沒死，阻止氣爆後被射殺。 |

### 朴武振權限代理的政治對手
| 演員   | 角色   | 介紹 |
| 崔宰誠 | 李寬墨 | 陸軍上將、聯合參謀本部議長，代替國會爆炸案身亡的國防部部長領導韓國國軍。精英軍官出身，是軍中具有強大影響力的人物。對應原作參謀長聯席會議主席哈里斯·科克蘭。 |
| 安內相 | 姜尚久 | 首爾市市長，執政黨最有利候選人，為了提高自身的支持率，而實行脫北者差別待遇政策。部分融合原作前美國總統柯尼利厄斯·莫斯及密歇根州州長詹姆斯 · 喬伊斯。        |
| 李基英 | 殷熙正 | 陸軍上將、韓國陸軍參謀總長。軍中祕密結社「銀河會」（은하수회）(影射韓國現代史上的軍人秘密團體壹會)首腦，因計畫軍事政變而遭逮捕。                                    |
| 崔鎮鎬 | 金段   | TBN電視台報道局長。 |
| 吳惠媛 | 禹新英 | TBN電視台記者。 |

### 其他人物
| 演員   | 角色   | 介紹                                                                           |
| 宋敏智 |        | 鄭漢模的妻子。                                                                 |
| 金俊義 | 鄭在民 | 鄭漢模的兒子，對麵包乳製品過敏。                                               |
| 金寶   | 金正恩 | 朝鮮民主主義人民共和國國家元首。                                               |
| 崔英宇 | 金泰益 | 恐怖份子。本名李慶標，原為運動國手，後歸化日本籍，改名星野凱。                 |
| 全博燦 | 金秀賢 | 暱稱「金室長」，前北派特工。僞裝成手工西服店"Kim's Tailor"老闆的恐怖組織成員。 |
| 徐英華 | 盧珠英 | 電影導演，在記者會上出櫃。                                                     |

### 特別出演
| 演員   | 角色   | 介紹                                                                                 |
| 禹賢   | 崔浩全 | 青瓦台禮賓秘書官，死於國會爆炸案。                                                   |
| 朴勳   | 張俊河 | 陸軍少校。第707特殊任務營柬埔寨現場指揮官，負責執行國會爆炸案主謀生擒任務時陣亡。    |
| 李東輝 | 趙成柱 | 陸軍下士。第707特殊任務營柬埔寨現場隊員。                                            |
| 李道國 | 明海俊 | 前朝鮮人民軍大校，逃亡至柬埔寨，寄影片至青瓦台宣稱自己為國會爆炸案主謀，被泰益毒死。 |
| 具誠煥 | 李康勳 | 陸軍中士，第707特殊任務營柬埔寨現場隊員。                                            |

## 原聲帶
- Part.1（發行日期：2019年7月9日）

| 曲序 | 曲目             | 演唱   | 时长 |
| ---- | ---------------- | ------ | ---- |
| 1.   | My Hope          | 車汝蔚 | 3:43 |
| 2.   | My Hope（Inst.） |        | 3:43 |

- Part.2（發行日期：2019年7月22日）

| 曲序 | 曲目          | 演唱   | 时长 |
| ---- | ------------- | ------ | ---- |
| 1.   | 明天（내일）  | 최고은 | 4:12 |
| 2.   | 明天（Inst.） |        | 4:12 |

- Part.3（發行日期：2019年8月6日）

| 曲序 | 曲目           | 演唱 | 时长 |
| ---- | -------------- | ---- | ---- |
| 1.   | Faith          | 娜仁 | 3:17 |
| 2.   | Faith（Inst.） |      | 3:17 |

## 收視率
| 集數       | 播出日期   | 標題                   | AGB收視率        | AGB收視率      |
| 集數       | 播出日期   | 標題                   | 大韓民國（全國） | 首爾（首都圈） |
| ---------- | ---------- | ---------------------- | ---------------- | -------------- |
| 1          | 2019/07/01 | 60天：代理總統         | 3.383%           | 3.974%         |
| 2          | 2019/07/02 | 60天：國軍統帥         | 4.157%           | 4.446%         |
| 3          | 2019/07/08 | 59天：維持現狀         | 4.336%           | 4.436%         |
| 4          | 2019/07/09 | 58天：自白             | 4.155%           | 4.330%         |
| 5          | 2019/07/15 | 57天：好人             | 4.277%           | 4.832%         |
| 6          | 2019/07/16 | 52天：命令             | 3.843%           | 4.118%         |
| 7          | 2019/07/22 | 49天：共治             | 4.057%           | 4.326%         |
| 8          | 2019/07/23 | 42天：疑雲             | 4.172%           | 4.433%         |
| 9          | 2019/07/29 | 41天：醜聞             | 4.031%           | 4.387%         |
| 10         | 2019/07/30 | 40天：同謀             | 4.421%           | 4.576%         |
| 11         | 2019/08/05 | 39天：代理總統，吳榮碩 | 4.488%           | 5.034%         |
| 12         | 2019/08/06 | 37天：答覆             | 4.771%           | 5.205%         |
| 13         | 2019/08/12 | 35天：大選候選人       | 4.778%           | 4.875%         |
| 14         | 2019/08/13 | 34天：勝負             | 4.948%           | 5.484%         |
| 15         | 2019/08/19 | 32天：陷阱             | 5.434%           | 6.067%         |
| 16         | 2019/08/20 | 31天：最後的選擇       | 6.178%           | 7.181%         |
| 平均收視率 | 平均收視率 | 平均收視率             | 4.464%           | 4.857%         |

- 收視最低的集數以藍色表示，收視最高的集數以紅色表示，而空格則表示該集的收視沒有相關數據。

## 外部連結
- 韓國tvN官方網站（页面存档备份，存于）
- NAVER上《60天，指定倖存者》的資料
- Daum上《60天，指定倖存者》的資料
- 豆瓣电影上《60天，指定倖存者》的資料 （简体中文）
- 《60天，指定倖存者》在HanCinema的页面（英文）

| tvN 月火劇                             | tvN 月火劇                                    | tvN 月火劇 |
| -------------------------------------- | --------------------------------------------- | ---------- |
|                                        | （2019年7月1日 – 2019年8月20日）              |            |
| Abyss （2019年5月6日 – 2019年6月25日） | 偉大的Show （2019年8月26日 – 2019年10月15日） |            |